# Ein Brudermord
Ein Brudermord ist eine kurze Erzählung von Franz Kafka, die in wenig abweichender Form bereits 1917 unter dem vorläufigen Titel Der Mord entstand und die 1920 in verbesserter und autorisierter Form im Band Ein Landarzt veröffentlicht wurde. Es handelt sich um eine plakative Kriminalgeschichte, zwischen einem Mörder Schmar und seinem Opfer Wese, in der starke Darstellungseffekte des frühen Kinos enthalten sind.

## Inhalt
Schmar, der Mörder, lauert seinem Opfer namens Wese auf dem kurzen Wegstück zwischen dessen Büro und Haus auf. Schmar spricht ihn an, er kennt ihn offensichtlich gut, dann ersticht er ihn mit einem Messer. Der Mörder ist sowohl während als auch nach der Tat in gehobener, fiebriger Stimmung. Der Mord beflügelt ihn regelrecht. Die Körperlichkeit der Leiche ruft im Moment des Mordes keine Betroffenheit bei ihm hervor.
Ein Dritter namens Pallas hat alles beobachtet und konfrontiert Schmar mit dieser Tatsache.
Die Frau des Wese eilt zu ihrem ermordeten Mann auf die Gasse. Sie wirft sich über ihn und entzieht so der Volksmenge den Anblick des Leichnams. Schmar, der nun doch mit Übelkeit zu kämpfen hat, lässt sich widerstandslos von einem Schutzmann abführen.

## Analyse

### Optische Elemente
Kafka war ein passionierter Kinogänger und hat schon 1913 das Festhalten von Kinobildern als literarische Übung postuliert. In der vorliegenden Erzählung ist alles eine optisch-kinematographische Darstellung: das blitzende, funkenschlagende Messer, das violinbogenartige Streichen, das Dunkelblaue und das Goldene (Nachthimmel und Sterne), die drei gezielten Stiche des Messers in Hals und Brust, der leichtbekleidete Frauenkörper mit dem übergeworfenen Pelz. Immer wieder schildert der Text Gebärden, die mit der Körpersprache von Stummfilmschauspielern korrespondieren. Die knappe mündliche Rede und die Erläuterungen erinnern an die Tafeln mit Kurztexten in Stummfilmen.

### Sprache, Inhalte
Es werden dramatische Dinge dargestellt, aber der Sprachstil drückt keine ernsthafte Emotion aus. Er lässt an Varieté-Sprecher oder Bänkelsänger denken. Blutrünstiges, Pathetisches und Profanes, großes Theater und Schmierentragödie stehen nebeneinander. Demgegenüber sind die Figuren und der Handlungsablauf ohne menschliche Tiefe dargestellt.
Der Text nimmt keine ethische Bewertung der Mordtat vor; er beschreibt die euphorische Wirkung des Mordes auf den Mörder. Die negativ beurteilte Figur dagegen ist der Voyeur Pallas, der als Gift würgend bezeichnet wird und der alles ansieht, aber den Mord nicht verhindert. Mit der nachthemdbekleideten Frau Wese im Pelz kommt ein sexuelles Moment hinzu.
Der Titel, der an die biblische Geschichte von Kain und Abel erinnert, legt die Frage nahe, ob und inwiefern Schmar und Wese Brüder sind. Schmar bezeichnet sein Opfer als „Freund und Bierbankgenossen“. Näheres zu ihrem Verhältnis wird nicht ausgeführt. Ebenso erfährt der Leser kein Motiv für die Mordtat.

## Ausgaben
- Sämtliche Erzählungen. Paul Raabe, Fischer-Taschenbuch-Verlag, 1970, ISBN 3-596-21078-X.
- Die Erzählungen. Originalfassung, herausgegeben von Roger Herms, Fischer Verlag, 1997, ISBN 3-596-13270-3.
- Drucke zu Lebzeiten. Herausgegeben von Wolf Kittler, Hans-Gerd Koch und Gerhard Neumann. Fischer Verlag, Frankfurt/Main 1996, S. 292–295.

## Sekundärliteratur
- Peter-André Alt: Franz Kafka: Der ewige Sohn. Eine Biographie. Verlag C.H. Beck, 2005, ISBN 3-406-53441-4.
- Peter-André Alt: Kafka und der Film. Beck Verlag 2009 ISBN 978-3-406-58748-1.
- Reiner Stach: Kafka: Die Jahre der Erkenntnis. S. Fischer, ISBN 978-3-10-075119-5.
- Bettina von Jagow und Oliver Jahraus Kafka-Handbuch Leben-Werk-Wirkung. Vandenhoeck& Ruprecht, 2008, ISBN 978-3-525-20852-6.